# أندرو س. إيرين
أندرو س. إيرين (بالإنجليزية: Andrew C. Erin)‏ هو منتج أفلام ومخرج أمريكي، ولد في 29 مايو 1973.

## وصلات خارجية
- أندرو س. إيرين على موقع IMDb (الإنجليزية)
- أندرو س. إيرين على موقع ألو سيني (الفرنسية)
- أندرو س. إيرين على موقع قاعدة بيانات الفيلم (الإنجليزية)
- أندرو س. إيرين على موقع كينوبويسك (الروسية)